# Cadillac Fleetwood Brougham
Cet article concerne la Cadillac Fleetwood 60 Special et Brougham. Pour la série Fleetwood seulement, voir Cadillac Fleetwood. Pour la Brougham comme propre modèle, voir Cadillac Brougham.
La Cadillac Fleetwood Brougham était une voiture de luxe fabriquée par Cadillac de 1977 à 1986. En 1987, le nom Cadillac Fleetwood Brougham a été abrégé en simplement Cadillac Brougham, la production se poursuivant jusqu'en 1992 avec seulement des mises à jour mineures.
Cadillac a utilisé le nom « Fleetwood » comme préfixe entre 1934 et 1976 pour plusieurs de ses modèles les plus chers, désignant toujours un niveau élevé de luxe. Entre 1958 et 1961, Cadillac a utilisé la finition « Brougham » pour ses modèles exclusifs de Cadillac Eldorado quatre portes.
En 1965, le nom « Brougham » a été apposé pour la première fois avec « Fleetwood » sur la Cadillac Sixty Special Fleetwood en tant qu'ensemble d'options amélioré, qui comprenait un toit en vinyle et une inscription spéciale « Brougham » sur les côtés, mais ce n'était pas un modèle distinct. En 1966, la Fleetwood Brougham a été ajoutée en tant que modèle distinct, accompagnant la Fleetwood 60 Special, qui a été commercialisé jusqu'en 1970. En 1971, la Fleetwood Brougham devançant largement la Fleetwood 60 Special, les deux modèles ont été regroupés en un seul, la Fleetwood 60 Special Brougham, et seront proposés sous ce nom jusqu'en 1976. Le nom de la voiture a été raccourci en Fleetwood Brougham avec la réduction de la gamme de voitures GM en 1977. Les finitions d'« Elegance » et « Talisman » ont également été parfois utilisés pour désigner des packages d'options améliorés.

## Evolution de l'appellation Fleetwood

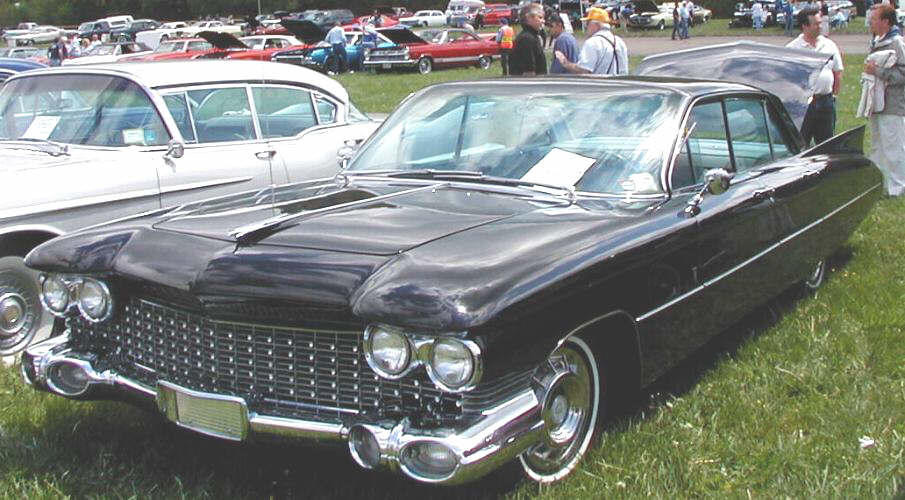
1959 Cadillac Fleetwood Eldorado Brougham

Lawrence P. Fisher était le frère Fisher le plus étroitement impliqué avec Cadillac dans ses premières années. En 1916, il rejoint la Fisher Body Company, qui avait été formée par deux de ses frères en 1908. Larry (nom sous lequel les gens le connaissaient) était l'un des quatre des sept frères Fisher qui ont placé Fisher Body Corporation sous l'égide de General Motors en 1919. En mai 1925, Alfred P. Sloan, alors chef de General Motors, nomma Fisher directeur général de Cadillac, un poste qu'il conserva jusqu'en 1934. Fisher s'est immédiatement mis au travail en ajoutant des carrosseries exclusives et personnalisées à la gamme Cadillac. Il supervise ainsi l'achat de la Fleetwood Metal Body Company par la Fisher Body Corporation en septembre 1925.
La Fleetwood Body Company de Fleetwood (Pennsylvanie), a été fondée par Harry Urich au XIXe siècle. Elle a commencé sous la forme d'une petite communauté d'artisans fondée par Henry Fleetwood, Esq. de Penwortham, près de Lancaster (Royaume-Uni) (la famille Fleetwood a prospéré en Angleterre aux 17e et 18e siècles). Les riches traditions de construction de carrosserie que la Fleetwood Body Company a appliquées à ses travaux sur les voitures lui ont assuré une grande réputation dans les cercles automobiles du monde entier dans les années 1920. Les carrosseries ont été construites par Fleetwood pour plusieurs marques de luxe jusqu'en 1924. Cependant, après que la Fisher Body Corporation a acheté la Fleetwood Body Company en 1925, les carrosseries Fleetwood seront réservées exclusivement à Cadillac. En 1929, GM avait acheté les stocks restants de la Fisher Body Corporation et était devenu l'unique propriétaire des sociétés Fisher et Fleetwood,.
La Brougham était à l'origine une voiture hippomobile  fermée, tirée par un seul cheval, pouvant transporter 2 à 4 personnes. Le nom « Brougham » vient de l'homme d'État britannique Henry Brougham. Cadillac a utilisé le nom pour la première fois en 1916 pour désigner une carrosserie fermée pour une berline de 5 à 7 places. Dans les années 1930, le nom a été donné à un style de carrosserie formel avec un compartiment chauffeur ouvert et des quartiers arrière fermés, un toit en métal et un style souvent « rasoir ». Lorsque Cadillac a commencé à proposer des carrosseries Fleetwood sur certaines de ses voitures en 1925, le style de carrosserie Brougham était carrossé Fleetwood chaque année, à l'exception de 1926. Après 1937, le nom Brougham n'a été appliqué à aucune Cadillac pour le reste de la période d'avant la Seconde Guerre mondiale,.
Le nom Brougham réapparaîtra finalement sur le concept car Cadillac Eldorado Brougham de 1955 qui précéda les hardtops Eldorado Brougham 4 portes des années modèles 1957 à 1960,. En 1957, la Cadillac Série 70 Eldorado Brougham a rejoint la Sixty Special et la Series 75 en tant que seuls modèles Cadillac avec des carrosseries Fleetwood, bien que le script ou les emblèmes Fleetwood n'apparaissent nulle part à l'extérieur de la voiture,, ce qui marque également la première fois en 20 ans qu'une voiture carrossée Fleetwood est jumelée au nom de Brougham. Lorsque la production de l'Eldorado Brougham a été transférée en 1959 de l'usine Cadillac Fleetwood de Détroit à Pininfarina à Turin, en Italie, ce n'est qu'ensuite qu'elle a acquis les disques de roue Fleetwood et les moulures de seuil de porte, probablement parce que le travail de conception et les touches finales étaient toujours effectués par Fleetwood. L'Eldorado Brougham de 1960 serait la dernière itération.
Après une absence de cinq ans, le nom de Brougham est de nouveau utilisé en tant qu'ensemble d'options sur la Cadillac Sixty Special de 1965. L'année suivante, la Brougham est devenu une finition de la Fleetwood Sixty Special. Cela s'est poursuivi jusqu'en 1970. À partir de 1971, la Sixty Special n'était disponible qu'en tant que Fleetwood Sixty Special Brougham bien équipée,.
La Sixty Special Series a été retirée du catalogue  en 1977, la Fleetwood Brougham prenant sa place en tant que plus grand modèle de berline produite  par Cadillac jusqu'en 1986,.

## Fleetwood Brougham
Pour 1977, GM a considérablement réduit ses voitures full-size. La Cadillac DeVille et la Fleetwood Brougham avaient le même empattement de 121,5 pouces et étaient propulsés par le V8 de 425 pouces cubes (7,0 L). Ce moteur était essentiellement une version sans alésage du V8 472/500 (7,9 L / 8,2 L) des années précédentes. Comparé au Fleetwood Sixty Special Brougham de 1976, le Fleetwood Brougham avait un empattement de 11,5 pouces plus court et pesait près de 900 lb (400 kg) de moins. La nouvelle Fleetwood Brougham, qui avait perdu son empattement exclusif plus long, était désormais pratiquement identique à la moins luxueuse Sedan DeVille. À part le nom, il n'y avait que de subtiles différences extérieures entre une Fleetwood Brougham et une Sedan DeVille. L'intérieur de la Fleetwood était plus moelleux et offrait plus de fonctionnalités en standard.

### Comparaison de taille entre la Cadillac Fleetwood Sixty Special Brougham de 1974 et la Cadillac Fleetwood Brougham de 1977
|                                  | Cadillac Fleetwood 60 Special Brougham de 1974 | Cadillac Fleetwood Brougham de 1977 |
| -------------------------------- | ---------------------------------------------- | ----------------------------------- |
| Empattement                      | 133,0 po (3 378 mm)                            | 121,5 po (3 086 mm)                 |
| Longueur totale                  | 233,7 po (5 936 mm)                            | 221,2 po (5 618 mm)                 |
| Largeur                          | 79,8 po (2 027 mm)                             | 75,3 po (1 913 mm)                  |
| Hauteur                          | 55,3 po (1 405 mm)                             | 57,2 po (1 453 mm)                  |
| Hauteur sous plafond a l'avant   | 39,3 po (998 mm)                               | 39,0 po (991 mm)                    |
| Places aux jambes a l'avant      | 41,9 po (1 064 mm)                             | 42,0 po (1 067 mm)                  |
| Places aux hanches a l'avant     | 57,8 po (1 468 mm)                             | 55,0 po (1 397 mm)                  |
| Places aux épaules a l'avant     | 62,1 po (1 577 mm)                             | 59,4 po (1 509 mm)                  |
| Hauteur sous plafond a l'arriere | 38,3 po (973 mm)                               | 38,1 po (968 mm)                    |
| Places aux jambes a l'arriere    | 44,6 po (1 133 mm)                             | 41,2 po (1 046 mm)                  |
| Places aux hanches a l'arriere   | 58,0 po (1 473 mm)                             | 55,7 po (1 415 mm)                  |
| Places aux épaules a l'arriere   | 64,0 po (1 626 mm)                             | 59,4 po (1 509 mm)                  |

En 1980, GM a donné à toutes les gammes de carrosseries B et C full-size de nouvelles tôles pour améliorer le style et  l'aérodynamisme. La conception de base du tableau de bord a été conservée. Autre nouveauté pour 1980, un coupé Fleetwood Brougham à deux portes, qui était basé sur la Coupe DeVille, mais comportait un toit en vinyle Landau exclusif. Le moteur de 425 pouces cubes (7,0 L), un alésage réduit de 472, a été de nouveau modifié en 1980-1981 à 368 pouces cubes ou 6,0 litres afin de se conformer aux nouvelles normes CAFE. Pour 1981, le 368 était équipé d'un système de déplacement modulé conçu par Eaton Corporation, contrôlé par un ordinateur numérique, qui fermait les soupapes d'admission et d'échappement à deux ou quatre des huit cylindres, fonctionnant ainsi comme un V6 ou V4 sous une charge légère ou en troisième vitesse et à moins de 56 km/h. Ce moteur, appelé le « V8-6-4 », était fiable, mais la technologie informatique de l'époque n'était pas suffisamment raffinée pour un fonctionnement en douceur et il a été abandonné de tous les modèles sauf des limousines après 1981.
Les 425 et 368 sont des versions de plus petites de la 472 durable (qui a été introduite fin 1967 pour l'année modèle 68). Le 500 plus gros avait l'alésage du 472 mais une course plus longue. Cette famille de moteurs était les derniers moteurs en fonte Cadillac et le dernier « gros bloc ». Au cours de cette période, un assortiment de moteurs a été proposé dans un souci d'économie de carburant. Il s'agit notamment du V6 252 de Buick, du moteur diesel V8 350 d'Oldsmobile et du  bloc V8 « HT-4100 » de Cadillac, une version en alliage avec des chemises de cylindre en fonte qui était sujette à une défaillance précoce. Les deux premiers ont été supprimés en 1982 lorsque les prix de l'essence ont commencé à baisser, tandis que le dernier a persisté jusqu'en 1986.
En 1985, Cadillac a présenté une toute nouvelle plate-forme à traction avant pour la DeVille et la Fleetwood. Cette voiture a présenté deux « premières » : il avait le premier V8 monté transversalement (le HT4100) et c'était la première voiture à avoir un feu stop arrière haut rendu obligatoire par le gouvernement fédéral à partir de l'année modèle 1986. La propulsion  arrière de la Cadillac Fleetwood Brougham de 1985 a continué presque inchangée par rapport au modèle 1984. 1985 a été la dernière année modèle du coupé Fleetwood Brougham. En 1986, le HT-4100 V8 a été remplacé par un V8 de 307 pouces cubes (5,0 L) d'origine Oldsmobile dans la Fleetwood Brougham.

## Brougham
Le nom Fleetwood a été abandonné sur la Fleetwood Brougham en 1987, qui a continué à être produite simplement comme Cadillac Brougham. Elle  était par ailleurs identique au modèle de 1986. La raison du changement était que Cadillac avait introduit un nouveau modèle à traction avant plus petit en 1985 et l'avait nommé Cadillac Fleetwood. La Brougham est restée en production jusqu'en 1992.